# Cinkov fosfat
Cinkov fosfat, Zn3(P04)2·4 H20, je bijel prah, netopljiv u vodi i alkoholu, topljiv u mineralnim kiselinama, amonijaku, octenoj kiselini i alkalijama. Služi za zubne cemente.

## Cinkov fosfat kao antikorozivni pigment
Cinkov fosfat se pripravlja kemijskom reakcijom cinkova oksida s fosfatnom kiselinom. Njegovo je antikorozivno djelovanje posljedica stvaranja zaštitnog, pasivirajućeg sloja bazičnog željezo(III)-fosfata na površini željeza. Cinkov fosfat može se prilikom priprave boja primiješati praktički bilo kojoj vrsti veziva, a kako je bezbojan, često se kombinira i s obojenim pigmentima. Upotrebljava se u proizvodnji temeljnih industrijskih boja, posebno kao temelj za lak boje koje se razrjeđuju vodom, zatim za zaštitno građevinsko ličenje i slično.